# Коншина, Ирина Яковлевна
Ирина Яковлевна Коншина (урождённая — Эмма Мэршон) (1867, Айова — 1937, Калуга) — оперная певица, музыкальный педагог.

## Происхождение
Первое упоминание о семье Мершон начинается с Генри Мэршона и его сына, носившего то же имя, которые бежали из Парижа в Соединенные Штаты во время преследований Людовика XIV. Внук Генри Мэршона, Корнелий, около 1844 года переехал в штат Айова, где и обосновался. Шестым по счёту из его шестнадцати детей был Джеймс Роу, отец Эммы. В шестнадцать лет он поступил в Урбанскую школу-интернат в штате Огайо. Уже через два года он был избран главой этого учреждения. А затем преподавал в колледже в Цинциннати, штат Огайо. Здесь он познакомился с доктором Бичер Стоу и его дочерью Гарриет Бичер Стоу, знаменитой американской писательницей. По их совету он поступил учиться в Йельский колледж и окончил его в 1844 году. После этого он провел три года в Андовере и Нью-Хейвене, изучая теологию. Затем принял сан священника и был назначен пастором в Дареме, штат Коннектикут. Пастором он пробыл только год из-за пошатнувшегося здоровья и вышел в отставку. В 1854 году он переехал в Ньютон, где занялся торговлей вместе с братом. С 1854 года Джеймс Роу Мэршон активно участвовал в предпринимательской деятельности: построил ньютонские цилиндрические мельницы и много лет занимался их управлением; при поддержке Пенсильванской железнодорожной компании разработал проект железной дороги через весь штат — добился выделения субсидий на этот проект в размере 1,3 млн долларов и начал работы, однако кризис 1873 года, охвативший всю страну, не дал ему возможности осуществить свой план. Женат Джеймс Роу был четыре раза, трижды становился вдовцом. Из четверых детей от его первого брака с Сьюзан М. Этуотер выжила только одна дочь, Анна Луиза. И лишь у его третьей жены Маргарет А. Менфул было двое детей: сын Эдвард и дочь Эмма, — в будущем Ирина Яковлевна Коншина-Реутова.

## Биография
Ирина Яковлевна Коншина, урождённая Эмма Мэршон, родилась 9 февраля 1867 года в американском штате Айова.
С ранних лет Эмма проявляла удивительный музыкальный талант и ещё в детстве была известна в родном городе. В 1887 году вместе с отцом отправилась обучаться вокалу в Париж. В Лондоне в 1888 году она стала ученицей Франческо Ламперти. В 1889 году состоялся её дебют на большой оперной сцене.
Эмма Мэршон обладала прекрасным голосом — колоратурным меццо-сопрано.
Николай Коншин (1862—1915), сын известного русского текстильного магната Н. Н. Коншина, очарованный красотой и удивительным голосом Эммы Мэршон, сделал ей предложение и 15 апреля 1890 года они обвенчались во Флоренции в Русской посольской Христовоздвиженской церкви. Николай Коншин имел прекрасный голос — тенор; вопреки воле отца, желавшего, чтобы сыновья продолжали его дело, он окончил Московскую консерваторию, затем — школу драматической оперы в Риме.
Местом жительства супруги Коншины выбрали Москву, а зимы проводили в Риме. С Коншиными всемирно известные оперные театры заключали контракты на самых выгодных для них условиях.
Однако оперная карьера Коншиных внезапно оборвалась: все контракты с ними были расторгнуты. Семейное предание гласит, что будто бы во время их выступлений в Англии английская королева пожелала присутствовать на генеральной репетиции, но Николай Николаевич опоздал на целый час; разразился грандиозный скандал и Коншины вынуждены были покинуть Англию; затем Коншина освистали в одном из петербургских театров, — поговаривали, что к этому приложил руку отец, Н. Н. Коншин старший. После этого Николай Коншин окончательно поставил крест на оперной карьере, запретив петь и супруге. Он увёз её в 1893 году в Ромоданово, а в 1894 году — в сельцо Ахлебинино Калужской губернии, подаренное отцом.
В Ахлебинине был кирпичный и конный заводы и Николай Коншин занялся коневодством; в течение нескольких лет он скупил окрестные земли разорившегося купца Н. Г. Панова и на приобретённой земле расширил свой конный завод. Он начал также строительство в Ахлебинине архитектурно-паркового ансамбля. Автор проекта усадьбы не известен, однако известно, что Коншины всегда пользовались услугами именитых архитекторов, таких, как Шехтель, Клейн.
После смерти первого сына у Коншиных родились сыновья Николай (1899—1953) и Георгий (1904—1966).
Ирина Яковлевна Коншина развернула в Ахлебинино широкую благотворительную и просветительскую деятельность. Чтобы облегчить жизнь крестьян она организовала в Ахлебинине и окрестных деревнях кустарные промыслы народных вышивок в технике «калужская перевить», «вологодские стекла» и др. В организации промысла ей помогали помещица из соседней деревни Тимошовки, Софья Эммануиловна Мамонова, и учительница Татьяна Ивановна Чурикова-Цветкова. Крестьянские работы демонстрировались на сельскохозяйственных и кустарных выставках в Калуге, Серпухове, Одессе, Нижнем Новгороде, Москве, Санкт-Петербурге, а также за границей, получая самые высокие награды. За работу по развитию народных промыслов ей было получено одобрение «Высочайших особ царской семьи Романовых» и 10 тысяч рублей на продолжение дела.
Деятельность Ирины Яковлевны Коншиной не одобрялась мужем; он также не поддержал её усилия в восстановлении в Ахлебинине церкви, ей удалось только поставить у дороги кирпичную часовню. Тем не менее, в 1905 году она создала церковно-приходскую школу. В школе работали мастерские: для мальчиков — столярные, для девочек — художественной вышивки; церковное пение она преподавала сама. Недалеко от Ахлебинино для детского приюта ей была арендована часть имения В. Я. Бедлинского при деревне Средняя фабрика; сначала там находилось 28 мальчиков и 16 девочек, позже — около 75 детей. Приютом заведовала Ю. М. Гусева, а позже Валентин Васильевич Реутов. Здесь же была создана мануфактурная фабрика. И. Я. Коншина создала и возглавила в Ахлебинине общество трезвости и народную библиотеку.
В 1913 году В. Н. Быков написал:

Дочь американского пастора, перекочевавшая к нам в Россию вопреки желания своих родных, пугавших её глубокими снегами, непроходимыми дебрями, рёвом диких медведей, для которых не написаны никакие законы, и беспощадным своеобразным самодурством русских людей, — она пренебрегла всем, пришла в чужой неведомый ей край, приняла православие, много пережила, много перестрадала и отдалась церкви и Христу так, что многие произносят имя этой подвижницы духа в миру в наше время с благоговением.

После смерти мужа Ирина Яковлевна Коншина восстановила «новоустроенную» церковь Успения Пресвятой Богородицы (на месте разрушенной часовни одного из прежних владельцев Ахлебинина Баскакова); освящение её совершил 16 апреля 1916 года, «в субботу Светлой недели Преосвященнейший Георгий, епископ Калужский и Боровский». И. Я. Коншина упоминается как благотворительница Сергиева скит Калужского отдела Императорского Православного Палестинского Общества: вместе с настоятельницей Московской Покровской общины милосердия игуменьей Ювеналией (Марджановой) она сопровождала Великую княгиню Елизавету Фёдоровну в паломничестве в скит 19—20 октября 1911 года.
В 1912 году И. Я. Коншина пригласила из Сергиева-Посада, в качестве учителя для своих сыновей, окончившего Духовную академию в Троице-Сергиевой Лавре — Валентина Васильевича Реутова (1887—1970), который стал вскоре её мужем.
После 1918 года семья Реутовых переехала в Калугу, где Ирина Яковлевна преподавала оперное пение вначале в музыкальном техникуме, а затем, после его объединения с театральным в 1924 году — в профессионально художественной школе. В Калугу, брать уроки пения у неё приезжала В. В. Барсова.
Умерла И. Я. Коншина-Реутова 14 мая 1937 года; похоронена на Пятницком кладбище Калуги.